# Championnat du Liberia de football 1993
Navigation
Edition précédente Edition 1999-2001
La saison 1993 du Championnat du Liberia de football est la 23e édition du championnat de première division liberien. Les quinze clubs engagés sont regroupés au sein d'une poule unique où ils s'affriontent une seule fois. En fin de saison, les deux derniers du classement sont relégués et remplacés par les deux meilleurs clubs de deuxième division.
C'est le club de Mighty Barrolle qui remporte la compétition cette saison après avoir terminé en tête du classement final, avec huit points d'avance sur Fulani FC et neuf sur Invincible Eleven. C'est le huitième titre de champion du Liberia de l'histoire du club.

## Participants
- Black Stars FC
- Baccus Marine FC
- Lamco Enforcers FC
- Saint-Joseph's Warriors FC
- LPRC Oilers
- MSG Kalum
- Dekontee Star FC
- Invincible Eleven
- Fulani FC
- NPA Anchors
- LEC Current FC
- Sparrow FC
- Foresters FC
- Mighty Barrolle
- Bame FC

## Compétition
Le classement est établi sur le barème de points classique (victoire à 3 points, match nul à 1, défaite à 0). Pour départager les égalités, on tient d'abord compte de la différence de buts générale, puis du nombre de buts marqués, puis des confrontations directes.

### Classement
| Rang | Équipe                     | Pts | J  | G  | N | P  | Bp | Bc | Diff |
| ---- | -------------------------- | --- | -- | -- | - | -- | -- | -- | ---- |
| 1    | Mighty Barrolle            | 36  | 14 | 12 | 0 | 2  | 23 | 6  | +17  |
| 2    | Fulani FC                  | 28  | 14 | 8  | 4 | 2  | 22 | 13 | +9   |
| 3    | Invincible Eleven          | 27  | 14 | 8  | 3 | 3  | 28 | 14 | +14  |
| 4    | Saint-Joseph's Warriors FC | 26  | 14 | 8  | 2 | 4  | 22 | 17 | +5   |
| 5    | NPA Anchors                | 23  | 14 | 6  | 5 | 3  | 28 | 20 | +8   |
| 6    | Black Stars FC             | 23  | 14 | 6  | 5 | 3  | 18 | 13 | +5   |
| 7    | Dekontee Star FC           | 23  | 14 | 7  | 2 | 5  | 15 | 11 | +4   |
| 8    | LPRC Oilers'T'C            | 21  | 14 | 6  | 3 | 5  | 16 | 15 | +1   |
| 9    | Baccus Marine FC           | 19  | 14 | 5  | 4 | 5  | 21 | 19 | +2   |
| 10   | Bame FC                    | 17  | 14 | 5  | 2 | 7  | 20 | 22 | -2   |
| 11   | LEC Current FC             | 17  | 14 | 5  | 2 | 7  | 18 | 22 | -4   |
| 12   | MSG Kalum FC               | 16  | 14 | 5  | 1 | 8  | 17 | 21 | -4   |
| 13   | Lamco Enforcers FC         | 15  | 14 | 4  | 3 | 7  | 13 | 24 | -11  |
| 14   | Foresters FC               | 12  | 14 | 4  | 0 | 10 | 10 | 18 | -8   |
| 15   | Sparrow FC                 | 7   | 14 | 2  | 1 | 11 | 14 | 50 | -36  |

|  | Qualification pour la Coupe des clubs champions africains 1994 |
|  | Qualification pour la Coupe des Coupes 1994                    |
|  | Qualification pour la Coupe de la CAF 1994                     |
|  | Relégation directe en deuxième division                        |
|  | T : Tenant du titre C : Vainqueur de la Coupe du Liberia       |

## Bilan de la saison
| Championnat du Liberia de football 1993                             |                            |
| Champion                                                            | Mighty Barrolle (8e titre) |
| Coupes et trophées                                                  |                            |
| Vainqueur de la Coupe du Liberia 1993                               | LPRC Oilers                |
| Qualifications continentales                                        |                            |
| Coupe des clubs champions africains 1994                            | Mighty Barrolle            |
| Coupe des Coupes 1994                                               | LPRC Oilers                |
| Coupe de la CAF 1994                                                | Fulani FC                  |
| Promotions et relégations                                           |                            |
| Promus en First Division                                            | Breweries International FC |
| Promus en First Division                                            | Mande Jula FC              |
| Relégués en Championnat du Liberia de football de deuxième division | Foresters FC               |
| Relégués en Championnat du Liberia de football de deuxième division | Sparrow FC                 |